# Can Caldes
Can Caldes és una masia de Riudarenes (Selva) inclosa a l'Inventari del Patrimoni Arquitectònic de Catalunya.

## Descripció
Edifici de tres plantes i coberta a dues aigües. La part més antiga manté una porta impostada i al capdamunt una finestra de tres arquets amb l'arc conopial en relleu i ampit motllurat. Es tracta d'una casa original del segle xvi però és evident que ha sofert nombroses reformes i ampliacions. D'aquestes reformes, és ben visible que l'edifici es va allargr pel costat dret i s'aixecà un nou pis. Pel que fa a la resta d'obertures, són de pedra monolítica. Els murs són de maçoneria i arrebossats excepte als angles que hi trobem els carreus vistos.
Té altres edificacions al voltant, destinades al bestiar i eines del camp.

## Història
L'edifici ha estat restaurat i ampliat durant l'últim terç del segle xx.